# A lyga 2024
La A lyga 2024, anche nota come Topsport A Lyga 2024 per motivi di sponsorizzazione, è stata la 35ª edizione della massima divisione del campionato lituano di calcio. Il campionato è iniziato il 1º marzo 2024 ed è terminato il 9 novembre successivo.
Il Panevėžys era la squadra campione in carica. Il titolo è stato vinto dal Žalgiris.

## Stagione

### Novità
Al termine della stagione precedente è stato retrocesso il Riteriai, ultimo classificato. Al suo posto, dalla 1 Lyga è stato promosso il TransINVEST, primo classificato.

### Formula
Le 10 squadre partecipanti giocano un girone all'italiana con doppie partite di andata e ritorno, per un totale di 6 giornate. La squadra prima classificata è campione di Lituania e si qualifica per la UEFA Champions League 2025-2026, mentre seconda e terza, insieme con la vincente della Lietuvos Taurė, ottengono la qualificazione per la UEFA Conference League 2025-2026.
L'ultima classificata è retrocessa, mentre la penultima gioca uno spareggio promozione/retrocessione contro una squadra di 1 Lyga per la permanenza in massima serie.

## Squadre partecipanti
| Club            | Città       | Stagione precedente  |
| --------------- | ----------- | -------------------- |
| Banga Gargždai  | Gargždai    | 6° in A Lyga         |
| DFK Dainava     | Alytus      | 8° in A Lyga         |
| Džiugas Telšiai | Telšiai     | 9° in A Lyga         |
| FA Šiauliai     | Šiauliai    | 3° in A Lyga         |
| Hegelmann       | Kaunas      | 5° in A Lyga         |
| Kauno Žalgiris  | Kaunas      | 4° in A Lyga         |
| Panevėžys       | Panevėžys   | Campione di Lituania |
| Sūduva          | Marijampolė | 7° in A Lyga         |
| TransINVEST     | Vilnius     | 1° in 1 Lyga         |
| Žalgiris        | Vilnius     | 2° in A Lyga         |

## Classifica
|                     | Pos. | Squadra         | Pt | G  | V  | N  | P  | GF | GS | DR  |
| ------------------- | ---- | --------------- | -- | -- | -- | -- | -- | -- | -- | --- |
| Lituania (bandiera) | 1.   | Žalgiris        | 79 | 36 | 24 | 7  | 5  | 76 | 61 | +45 |
|                     | 2.   | Hegelmann       | 67 | 36 | 19 | 10 | 7  | 60 | 40 | +20 |
|                     | 3.   | Kauno Žalgiris  | 54 | 36 | 15 | 9  | 12 | 43 | 40 | +3  |
|                     | 4.   | DFK Dainava     | 45 | 36 | 12 | 9  | 15 | 33 | 40 | -7  |
|                     | 5.   | Banga Gargždai  | 43 | 36 | 10 | 13 | 13 | 37 | 46 | -9  |
|                     | 6.   | Džiugas Telšiai | 42 | 36 | 11 | 9  | 16 | 33 | 48 | -15 |
|                     | 7.   | FA Šiauliai     | 42 | 36 | 10 | 12 | 14 | 39 | 50 | -11 |
|                     | 8.   | Panevėžys       | 41 | 36 | 9  | 14 | 13 | 34 | 40 | -6  |
|                     | 9.   | Sūduva          | 39 | 36 | 9  | 12 | 15 | 33 | 38 | -5  |
|                     | 10.  | TransINVEST     | 38 | 36 | 11 | 5  | 20 | 35 | 50 | -15 |

Legenda:
      Campione di Lituania e ammessa alla UEFA Champions League.
      Ammesse alla UEFA Conference League.
 Ammessa allo Spareggio promozione/retrocessione.
      Retrocessa in 1 Lyga.
Note:
Tre punti a vittoria, uno a pareggio, zero a sconfitta.
La classifica viene stilata secondo i seguenti criteri:
- Punti conquistati
- Punti conquistati negli scontri diretti
- Differenza reti negli scontri diretti
- Differenza reti generale
- Reti totali realizzate
- Partite vinte
- Posizionamento delle squadre riserve nel campionato riserve